# Deligne-Kohomologie
Die Deligne-Kohomologie wird in der Mathematik, speziell der Algebraischen Geometrie, zur Konstruktion sekundärer charakteristischer Klassen genutzt. Sie wurde um 1972 von Pierre Deligne eingeführt (unveröffentlicht).

## Definition
Sei {\displaystyle M} eine glatte Mannigfaltigkeit und {\displaystyle \Omega _{\mathbb {C} }} die Garbe der komplexwertigen Differentialformen. Für ein {\displaystyle n\in \mathbb {N} } ist der Deligne-Komplex definiert durch
{\displaystyle {\mathcal {D}}(n):=\operatorname {Cone} (\mathbb {Z} \oplus \sigma ^{\geq n}\Omega _{\mathbb {C} }\rightarrow \Omega _{\mathbb {C} })\left[-1\right]}.
Hierbei ist {\displaystyle \sigma ^{\geq n}\Omega _{\mathbb {C} }} der Kokettenkomplex mit {\displaystyle (\sigma ^{\geq n}\Omega _{\mathbb {C} })^{k}=0} für {\displaystyle k<n} und {\displaystyle (\sigma ^{\geq n}\Omega _{\mathbb {C} })^{k}=\Omega _{\mathbb {C} }} für {\displaystyle k\geq n}, der Kegel {\displaystyle \operatorname {Cone} (\mathbb {Z} \oplus \sigma ^{\geq n}\Omega _{\mathbb {C} }\rightarrow \Omega _{\mathbb {C} })} ist der Abbildungskegel der durch die Inklusionen von Garben {\displaystyle \mathbb {Z} \rightarrow \mathbb {C} } und {\displaystyle \sigma ^{\geq n}\Omega _{\mathbb {C} }\rightarrow \Omega _{\mathbb {C} }} gegebenen Kettenabbildung und {\displaystyle A\left[-1\right]} bezeichnet den Kettenkomplex mit {\displaystyle A\left[-1\right]^{n}=A^{n-1}}.
Die {\displaystyle n}-te Deligne-Kohomologie ist
{\displaystyle {\hat {H}}_{Del}^{n}(M;\mathbb {Z} ):=H^{n}(M;{\mathcal {D}}(n))}.
Man beachte, dass für unterschiedliche {\displaystyle n} unterschiedliche Komplexe verwendet werden.

## Eigenschaften

### Lange exakte Sequenz
{\displaystyle {\hat {H}}_{Del}^{n}(M;\mathbb {Z} )} passt in eine exakte Sequenz
{\displaystyle \rightarrow H^{n-1}(M;\mathbb {Z} )\rightarrow H_{dR}^{n-1}(M;\mathbb {C} )\rightarrow {\hat {H}}_{Del}^{n}(M;\mathbb {Z} )\rightarrow H^{n}(M;\mathbb {Z} )\oplus \Omega _{cl}^{n}(M;\mathbb {C} )\rightarrow H_{dR}^{n}(M;\mathbb {C} )\rightarrow }.
Hierbei bezeichnet {\displaystyle \Omega _{cl}^{*}} die geschlossenen Differentialformen und {\displaystyle H_{dR}^{*}} die De-Rham-Kohomologie.
Weiter ist
{\displaystyle H^{n-1}(M;\mathbb {C} /\mathbb {Z} )\simeq \ker({\hat {H}}_{Del}^{n}(M;\mathbb {Z} )\rightarrow \Omega _{cl}^{n}(M))}
und die Komposition
{\displaystyle H^{n-1}(M;\mathbb {C} /Z)\rightarrow {\hat {H}}_{Del}^{n}(M;\mathbb {Z} )\rightarrow H^{n}(M;\mathbb {Z} )}
ist das negative des Bockstein-Homomorphismus der kurzen exakten Sequenz {\displaystyle 0\rightarrow \mathbb {Z} \rightarrow \mathbb {C} \rightarrow \mathbb {C} /\mathbb {Z} \rightarrow 0}.
Insbesondere gilt für {\displaystyle (n-1)}-dimensionale, geschlossene, orientierbare Mannigfaltigkeiten:
{\displaystyle {\hat {H}}_{Del}^{n}(M;\mathbb {Z} )\simeq H_{dR}^{n-1}(M;\mathbb {C} )/\operatorname {im} (H^{n-1}(M;\mathbb {Z} )\rightarrow H^{n-1}(M;\mathbb {C} ))\simeq \mathbb {C} /\mathbb {Z} }.

### Produktstruktur
Es gibt ein eindeutig bestimmtes Produkt {\displaystyle \cup }, so dass {\displaystyle {\hat {H}}_{Del}^{*}(M;\mathbb {Z} )} zu einem gradierten kommutativen Ring mit folgenden Eigenschaften wird:
- für jede glatte Abbildung {\displaystyle f\colon M^{\prime }\rightarrow M} ist {\displaystyle f^{*}\colon {\hat {H}}_{Del}^{*}(M;\mathbb {Z} )\rightarrow {\hat {H}}_{Del}^{*}(M^{\prime };\mathbb {Z} )} ein Ringhomomorphismus
- für alle {\displaystyle M} ist {\displaystyle R\colon {\hat {H}}_{Del}^{*}(M;\mathbb {Z} )\rightarrow \Omega _{cl}^{*}(M;\mathbb {C} )} ein Ringhomomorphismus
- für alle {\displaystyle M} ist {\displaystyle I\colon {\hat {H}}_{Del}^{*}(M;\mathbb {Z} )\rightarrow H^{*}(M;\mathbb {Z} )} ein Ringhomomorphismus
- für {\displaystyle a\colon H_{dR}^{*-1}(M;\mathbb {C} )\rightarrow {\hat {H}}_{Del}^{*}(M;\mathbb {Z} )} und für alle {\displaystyle x\in {\hat {H}}_{Del}^{*}(M;\mathbb {Z} ),\alpha \in H_{dR}^{*}(M;\mathbb {C} )} gilt

{\displaystyle a(\alpha )\cup x=a(\alpha \wedge R(x))}.
Hierbei sind {\displaystyle R,I,a} die Homomorphismen aus der obigen langen exakten Sequenz.

## Anwendung: Sekundäre charakteristische Klassen

### Komplexe Vektorbündel
Jedem komplexen Vektorbündel {\displaystyle V} mit Zusammenhangsform {\displaystyle \nabla } über einer Mannigfaltigkeit {\displaystyle M} kann man (auf für Bündelabbildungen natürliche Weise) Klassen
{\displaystyle {\hat {c}}_{i}(\nabla )\in {\hat {H}}_{Del}^{2i}(M;\mathbb {Z} )}
zuordnen, so dass der Homomorphismus (aus der obigen exakten Sequenz)
{\displaystyle {\hat {H}}_{Del}^{n}(M;\mathbb {Z} )\rightarrow H^{n}(M;\mathbb {Z} )\oplus \Omega _{cl}^{n}(M;\mathbb {C} )}
{\displaystyle {\hat {c}}_{i}(\nabla )} auf {\displaystyle (c_{i}(V),c_{i}(\nabla ))} abbildet, wobei {\displaystyle c_{i}(\nabla )} die {\displaystyle i}-te Chernform und {\displaystyle c_{i}(V)} die {\displaystyle i}-te Chernklasse – deren Bild in {\displaystyle H^{2i}(M;\mathbb {C} )} gerade die De-Rham-Kohomologieklasse von {\displaystyle c_{i}(\nabla )} ist – bezeichnet.
Falls {\displaystyle \nabla } ein flacher Zusammenhang auf einem trivialisierbaren Vektorbündel ist, erhält man
{\displaystyle {\hat {c}}_{i}(\nabla )\in \ker({\hat {H}}_{Del}^{n}(M;\mathbb {Z} )\rightarrow H^{n}(M;\mathbb {Z} )\oplus \Omega _{cl}^{n}(M;\mathbb {C} )\simeq H_{dR}^{n-1}(M;\mathbb {C} )/\operatorname {im} (H^{n-1}(M;\mathbb {Z} )\rightarrow H^{n-1}(M;\mathbb {C} ))}.
Falls zusätzlich {\displaystyle \dim(M)=n-1} ist, definiert
{\displaystyle {\hat {c}}_{i}(\nabla )\in H_{dR}^{n-1}(M;\mathbb {C} )/\operatorname {im} (H^{n-1}(M;\mathbb {Z} )\rightarrow H^{n-1}(M;\mathbb {C} ))\simeq \mathbb {C} /\mathbb {Z} }
die Chern-Simons-Invariante von {\displaystyle \nabla }.

### Reelle Vektorbündel
Für ein reelles Vektorbündel mit Zusammenhang {\displaystyle \nabla } definiere
{\displaystyle {\hat {p}}_{i}(\nabla ):=(-1)^{i}{\hat {c}}_{2i}(\nabla \otimes \mathbb {C} )\in {\hat {H}}_{Del}^{4i}(M;\mathbb {Z} )}.
Für eine {\displaystyle (4n-1)}-dimensionale Riemannsche Mannigfaltigkeit {\displaystyle (M,g)} betrachte den Levi-Civita-Zusammenhang {\displaystyle \nabla } und definiere die (Riemannsche) Chern-Simons-Invariante durch
{\displaystyle CS(M,g):={\hat {p}}_{n}(\nabla )\in {\hat {H}}_{Del}^{4n}(M;\mathbb {Z} )\simeq \mathbb {C} /\mathbb {Z} }.
{\displaystyle CS(M,g)} ist eine konforme Invariante.